# به یونگ جون
به یونگ-جون (ヨン様؛ زادهٔ ۲۹ اوت ۱۹۷۲) یک هنرپیشه، و بازیگر سینما اهل کره جنوبی است. وی از سال ۱۹۹۴ میلادی تاکنون مشغول فعالیت بوده‌است. به یونگ-جونگ در سال ۲۰۰۷ در حرفهٔ بازیگری بازنشسته شد، اما به عنوان رئیس کمپانی سرگرمی خود به نام کی‌ایست فعالیت می‌کند.
از فیلم‌ها یا برنامه‌های تلویزیونی که وی در آن نقش داشته‌است می‌توان به افسانه اشاره کرد.